# 吉井忠
吉井 忠（よしい ただし、1908年7月25日 - 1999年8月5日）は、日本の洋画家。

## 人物
福島県出身。1928年帝展で「祠」が初入選。
1938年美術文化協会創立会員。1946年、日本美術会創立会員。1964年主体美術協会創立会員。
太平洋美術研究所に入り、靉光、麻生三郎、井上長三郎、鶴岡政男、寺田政明、松本俊介らを知る。
熊谷守一、峯孝、寺田政明、高山良策らと池袋モンパルナスと称される美術家の地域コミュニティを形成。
戦後、「アトリエ」などを中心に美術評論分野でも活躍。児童書などに挿絵を書く。「土民派」を自認した。
福島県立美術館、宮城県美術館などに作品が所蔵されている。
娘の吉井爽子も画家（女子美術大学洋画科出身）である。

## 経歴

### 土民派への道
- 1908年、福島市に生まれる[2]。父・菊治郎は煎餅屋を営む。福島中学(現福島県立福島高等学校)卒業後、画家を志し上京。
- 1926年、太平洋美術研究所に入る[2]。
- 1928年、第9回帝展に「祠」で初入選。以後同展に5回入選する[2]。
- 1932年、太平洋画会展中村彝賞受賞[4]。
- 1936年、第6回独立展に出品、エコール・ド東京に参加[4]。同年10月渡仏。
- 1937年、帰国後、東京・豊島区長崎町に住む[2]。
- 1938年、創紀美術協会を結成[2]。

### 前衛芸術
- 1939年、福沢一郎らと美術文化協会の結成に参加する[2]。
- 1941年、齋藤長三、福田豊四郎らと東北生活美術協会を結成[5]。
- 1944年、従軍[6]。
- 1945年、福島県岩瀬郡仁井田村（現在の須賀川市）の農場に入る[3]。
- 1947年、第1回日本アンデパンダン展に出品[2]、自由美術家協会に入る。同年4月、美術文化協会を脱会した井上長三郎、丸木位里らと「前衛美術会」結成[7]。
- 1948年、東京都豊島区西池袋の谷端川沿いのアトリエの密集地域に居住。

### 社会派への道
- 1950年2月、日本美術会の機関誌『BBBB.』に「井上長三郎のこと」を掲載。同年8月、『アトリエ』誌の特集「展覧会のあり方について--インタービューによる批判と解説」に参画。
- 1952年2月、日本美術会事務局長となる。委員長は別府貫一郎[8]。
- 1955年冬、佐藤忠良の先達で、常磐炭坑を鳥居敏文、朝倉摂、森芳雄、中谷泰、竹谷富士雄、西常雄、岩松光一郎らと旅行[9]。
- 1962年11月、日本共産党発行の『文化評論』誌に「パブロ・ピカソ-その人と芸術」。
- 1963年7月、同誌に「絵画における民族性と伝統の問題」発表。
- 1964年、大野五郎、寺田政明、森芳雄らと主体美術協会を結成[6]。
- 1965年、中国旅行[6]。
- 1969年、フランス、スペイン、イラク、イラン、インド、中央アジアを旅行。
- 1970年、大野五郎、糸園和三郎、寺田政明と「樹展」グループを作る[6]。
- 1974年、銀座のギャラリーで回顧展[6]。
- 1975年、福島県文化会館で回顧展[6]。同年6月、日本美術会代表となる[8]。
- 1980年、日本テレビで「美の世界　わが大地なる民のうた　吉井忠」放映[2]。
- 1981年5月、日本美術会代表退任[8]。
- 1982年7月、新日本出版社発行の『文化評論』誌の反核特集に、コメントを発表。
- 1984年1月、同誌に「ファシズムと日本の画家たち」を発表。
- 1986年、メキシコ、キューバを、1988年に敦煌、トルファンを旅行[2]。
- 1992年、「吉井忠展 - 大地に響く人間の詩」（福島県立美術館）開催[2]。
- 1999年8月5日没。享年91。
- 2006年1月14日から1月20日、ゆかりの東京都豊島区長崎のギャラリーで「吉井忠展」[2]。
- 2009年1月24日から3月1日まで、福島県立美術館で「吉井忠展」。1月24日から2月8日、生誕100周年にちなんだ作品展が郡山市駅前のギャラリーで開催。

## 主な著書・作品集

### 画集
- 『西から東への道』（吉井忠画集刊行委員会、1994年）

### 評論
- 『民芸論』（彰考書院、1947年）
- 『ピカソ』（青木書店、1952年）

### 解説書
- 『水彩画入門』（造形社、1966年）
- 『クロッキーの魅力』（大野五郎との共著、美術出版社、1977年）

### 紙芝居
- 『世界名作童話紙芝居全集 28 家なき子 前・後篇』（エクトル・マロー、教育画劇、1953年）
- 『伝承童話紙芝居シリーズ 1 海ひこ山ひこ』（大川秀夫、教育画劇、1954年）

### 挿絵、装画を描いた出版物
- 『雨ニモマケズ』（森荘己池、小峰書店、1956年）
- 『日本民話選 岩波少年文庫 179』（木下順二、岩波書店、1958年）
- 『木かげの家の小人たち』（いぬいとみこ、中央公論社、1959年）
- 『とらちゃん日記 岩波少年文庫』（千葉省三、岩波書店、1960年）
- 『シンデレラひめ』（ペロー、講談社、昭和40年）
- 『少年少女世界の文学 5』（河出書房、昭和41年）
- 『木かげの家の小人たち』（いぬいとみこ、福音館書店、1967年）
- 『猟人日記』（ツルゲーネフ、岩崎書店、1967年）
- 『バレエシューズ』（ノエル・ストレトフィールド、講談社マスコット文庫、1967年）
- 『小さなおばかさん』（A・ザッパー、大日本図書、1968年）
- 『智恵子抄』（高村光太郎、偕成社、1968年）
- 『きつねとにんぎょうつかい』（前川康男、偕成社、1969年）
- 『シンデレラひめ』（ペロー、講談社、1969年）
- 『空気がなくなる日』（岩倉政治、新日本出版社、1969年）
- 『マヤの一生』（椋鳩十、大日本図書、1970年）
- 『2000人めのあかちゃん』（香山美子、偕成社、1971年）
- 『みどりいろのこいぬ』（岩崎京子、実業之日本社、1971年）
- 『日本のこわい話』（須知徳平、偕成社、1971年）
- 『くらやみの谷の小人たち』（いぬいとみこ、福音館書店、1972年）
- 『牛をつないだつばきの木』（新美南吉、大日本図書、1973年）
- 『みかづきとたぬき』（ 椋鳩十、小峰書店、1973年）
- 『谷間の呼び声』（ジリアン・エイバリ、岩崎書店、1973年）
- 『マヤの一生』（椋鳩十、大日本図書、1987年）
- 『野口英世』（神戸淳吉、講談社、1987年）
- 『百年前の報道カメラマン』（千世まゆ子、講談社、1989年）
- 『風、旅、旋律』（河野保雄、音楽之友社、1999年）